# Android Cupcake
Android Cupcake是由Google開發的Android的第三個主要版本，版本号为1.5。這是Android第一個使用甜品來命名的版本，发布于2009年4月27日。Android Cupcake支持蓝牙及屏幕内键盘，相比前一版本改善了一些用户界面及Google应用。